# Stellaria monosperma
Stellaria monosperma là loài thực vật có hoa thuộc họ Cẩm chướng. Loài này được Buch.-Ham. ex D. Don miêu tả khoa học đầu tiên năm 1825.